# Gennaro Maria Sarnelli
Gennaro Maria Sarnelli (12 de setembro de 1702 - 30 de junho de 1744) foi um padre católico romano italiano e um membro professo dos Redentoristas. Sarnelli foi um dos primeiros companheiros de Santo Afonso Maria de Ligório e um escritor prolífico em uma variedade de tópicos religiosos. Ele queria se tornar um jesuíta, mas foi dissuadido disso antes de trabalhar no Hospital dos Incuráveis, onde sua chamada para o sacerdócio floresceu. Seu zelo apostólico não conheceu limites: ele pregou missões e ajudou seu amigo Ligório em seu trabalho; ele cuidou de doentes e ajudou a tirar as meninas da prostituição, apesar das ameaças feitas contra ele.
A fama de santidade de Sarnelli foi um fato bem conhecido durante sua vida e sua causa de beatificação não foi aberta até 1861 em Nápoles; a introdução formal ocorreu em 1874 e ele foi nomeado Venerável em 2 de dezembro de 1906. O Papa João Paulo II o beatificou em meados de 1996.

## Vida
Gennaro Maria Sarnelli nasceu em Nápoles em 12 de setembro de 1702 como o quarto de oito filhos (duas mulheres e seis homens) de Angelo Sarnelli (o Barão de Ciorani) e Caterina Scoppa no Palácio Zapata na Piazza Trieste e Trento. Um irmão era Domenico e outro era o padre Andrea, que era próximo a ele em idade. Seu tio-avô era Girolamo Sarnelli e seu tio era o Bispo de Muro Lucano Andrea Sarnelli (d. 15-09-1707).
Desde a infância, ele foi conhecido por ser modesto, bem como por sua abnegação e grande diligência em seus estudos. Ele era obediente aos pais, mas quando percebia que era desobediente, pediu perdão e beijava-lhes as mãos ou se jogava aos seus pés. Ele costumava visitar a igreja de São Francisco Xavier quando criança. Em 1716, ele desejou se tornar um jesuíta, mas seu pai objetou devido à sua idade e o orientou a estudar direito; a beatificação de Jean-François Régis também influenciou sua decisão. Ele estudou jurisprudência e obteve seu doutorado em direito civil e canônico em 1722. Sarnelli teve muito sucesso e foi inscrito na Congregação dos Cavaleiros das Profissões Jurídica e Médica, dirigida pelos Devotos Trabalhadores de São Nicolau de Toledo. Uma das regras dessa associação era visitar os enfermos no Hospital dos Incuráveis. Foi enquanto cuidava de enfermos no hospital que seu chamado para se tornar padre se desenvolveu a ponto de ele não poder mais ignorar.
Em setembro de 1728 abandona a Ordem dos Advogados e decide tornar-se sacerdote após iniciar os estudos eclesiais; O cardeal Francesco Pignatelli o incardinou como clérigo da paróquia de Santa Anna di Palazzo. Seu zelo se manifestou imediatamente em seu trabalho pelas crianças a quem catequizava com grande êxito. Em 4 de junho de 1729 foi internado no Collegio della Santa Famiglia para continuar seus estudos em condições mais tranquilas, embora partiu em 8 de abril de 1730 para entrar no noviciado da Congregação das Missões Apostólicas. Ele concluiu sua provação em 28 de maio de 1731. Ele foi ordenado ao sacerdócio em 8 de junho de 1732 e tornou-se membro da Propaganda de Nápoles, que era uma congregação de padres seculares devotados ao trabalho apostólico. Ele distribuiu sua riqueza aos pobres. O Cardeal Pignatelli o designou para servir como Diretor da Instrução Religiosa na paróquia dos Santos Francisco e Mateus no bairro espanhol. Ele também visitou os idosos do Hospício de São Gennaro e os condenados à morte que estavam doentes no hospital do cais. Foi nessa época que ele desenvolveu uma amizade com Afonso Maria de Ligório, após os dois se conhecerem em Chiaiano.
Em junho de 1733 ele viajou para Scala para ajudar um amigo em uma missão em Ravello e ele se encontrou e se tornou um dos primeiros companheiros de Liguori na fundação dos Redentoristas, aos quais se juntou em 1733. A dupla trabalhou junto e deu missões ao longo da costa de Amalfi de 1735 a abril de 1736 ( Páscoa; missões em Salerno e Amalfi ) quando a saúde de Sarnelli começou a piorar. Ele teve que voltar para Nápoles, onde passou a década seguinte em um apartamento pobre, com um religioso como companheiro. Em 1741, ele se preparou para a planejada visita canônica do cardeal Giuseppe Spinelli e participou de missões em Casali. Ao tomar conhecimento da corrupção galopante de mulheres jovens, ele decidiu direcionar todo o seu trabalho contra a prostituição. Mas fazer esse trabalho rendeu-lhe ameaças do elemento criminoso que lucrava com isso. Em abril de 1744, ele parou de pregar porque sua saúde piorou muito.
Sarnelli morreu às 10h de 30 de junho de 1744. Seu velho amigo Ligório estava presente ao lado de sua cama e notou um odor doce que permaneceu no quarto mesmo depois de Sarnelli ter sido enterrado; o religioso Francesco Tartaglione e o noviço Francisco Romito também estiveram presentes. Seu irmão Domenico estava tão emocionado que não queria sair do quarto onde estavam os restos mortais do irmão. Ele foi enterrado em 2 de julho de 1744 na igreja paroquial de Santa Maria dell'Aiuto em Nápoles (na capela de San Nicola), embora mais tarde reenterrado na igreja redentorista de Santi Alfonso e Antonio em Tarsia, em Nápoles. Seus restos mortais foram transferidos novamente em 25 de outubro de 1994 para a igreja redentorista de La Santissima Trinità em Ciorani.

## Beatificação
A causa de beatificação foi aberta na arquidiocese de Nápoles com o cardeal Sisto Riario Sforza abrindo o processo informativo em 1861, que mais tarde foi concluído em uma etapa não especificada. A introdução formal da causa ocorreu sob o Papa Pio IX em 3 de dezembro de 1874 e Sarnelli foi intitulado Servo de Deus. A confirmação de sua vida de virtude heróica permitiu ao Papa Pio X nomeá-lo Venerável em 2 de dezembro de 1906.
A beatificação de Sarnelli dependia de uma cura milagrosa para ser verificada e aprovada. Um desses casos foi investigado em um processo diocesano com a Congregação para as Causas dos Santos validando o processo e recebendo todos os documentos médicos. Os especialistas médicos que consultaram a CCS aprovaram este caso em 1 de junho de 1995, assim como os teólogos em 13 de outubro de 1995 e a CCS em 5 de dezembro de 1995. O Papa João Paulo II deu sua aprovação a este milagre em 12 de janeiro de 1996 e beatificou Sarnelli na Praça de São Pedro em 12 de maio de 1996.
O atual postulador desta causa é o padre redentorista Antonio Marrazzo.

## Escritos
Em seus escritos, ele destacou que os ministros de Estado tinham grandes responsabilidades que não podiam ser ignoradas, enquanto o efeito de suas exortações na vida pública o ajudava em sua missão pastoral, mas também lhe rendia elogios dos fiéis. Ele insistiu na meditação como vital para a perseverança e demonstrou que todos podiam alcançá-la e torná-la uma prática. Ele escreveu tanto sobre isso - e promoveu tanto - que após sua morte o Papa Bento XIV emitiu uma carta apostólica concedendo indulgências para meditação em 16 de dezembro de 1746.
Seu velho amigo Santo Afonso de Ligório foi seu primeiro biógrafo.
Uma edição completa das obras de Sarnelli, Opere complete del Ven. Servo di Dio, PD Gennaro Maria Sarnelli foi publicado em 1889 em Nápoles, pela Tipografia Largo S. Martino, nº 4, da seguinte forma:
- Il Mondo santificato (1737), 2 volumes
- Il Mondo reformato, 2 volumes
- L'Anima illuminata
- L'Anima desolata
- Il Cristiano illuminato, dirretto ed ammaestrato
- Il Cristiano Santificato
- Le Glorie e Grandezze della Divina Madre
- Devozioni pratiche para onorare la SS. Trinita e Maria Santissima e Devozioni per apparecchio ad una buona morte
- Lettere spirituali
- Della discrezione degli Spiriti
- L'Ecclesiastico Santificato
- Contro il vizio della bestemmia
- Ragioni Cattoliche, legali e politiche, contro il meretricio
- Vita del Ven. Servo di Dio PD Gennaro Sarnelli del P. François Dumortier.

Não incluído acima está o de dois volumes, La via facile e sicura del Paradiso (1738), citado em Santo Afonso de Ligório, Apparecchio alla Morte, Cons. 11.1, publicado anonimamente. 